# Бадьяёган
Бадьяёган (устар. Бадья-Юган) — река в Приуральском районе Ямало-Ненецкого АО.

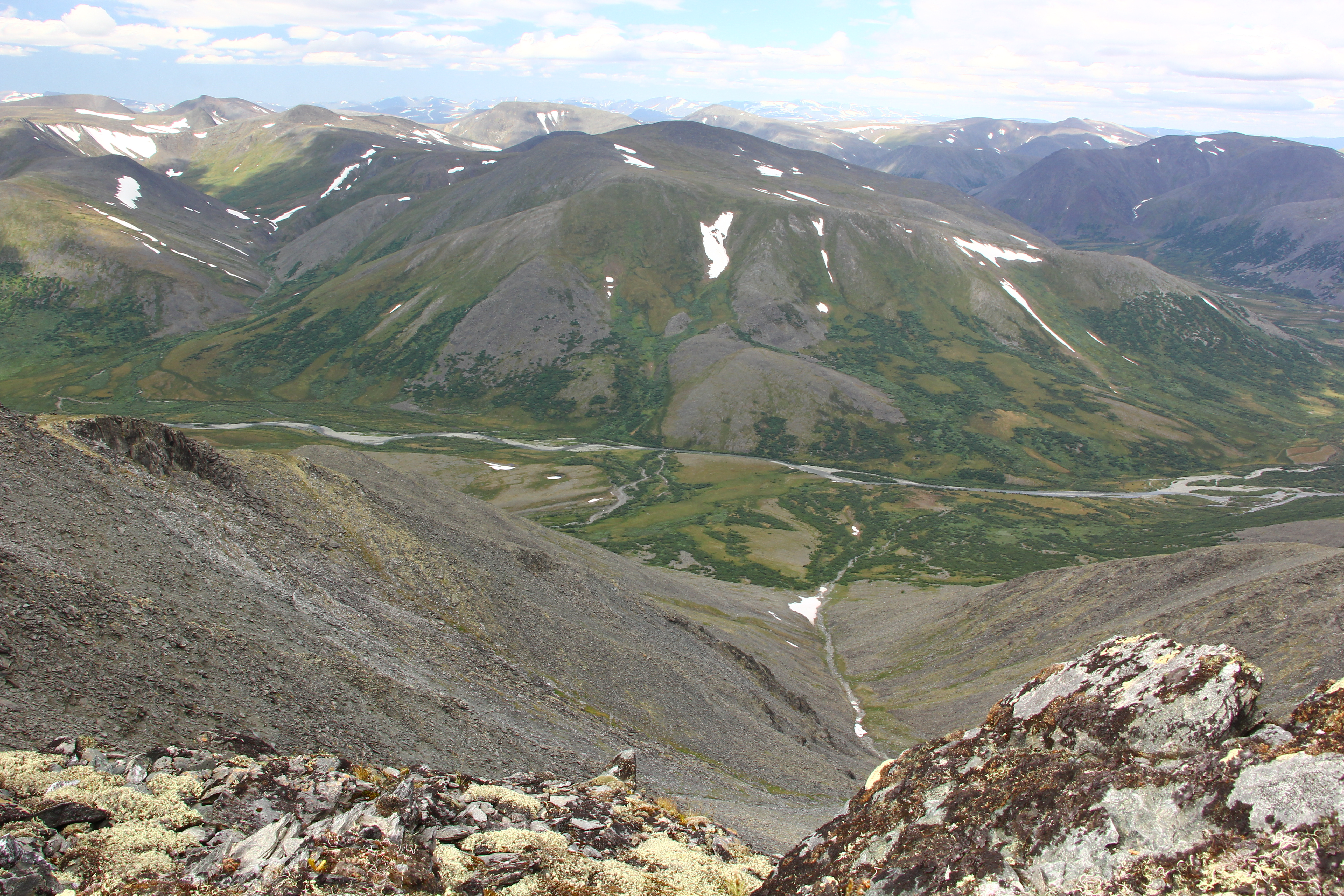
Бадьяёган перед устьем

## Происхождение названия
Гидроним «Бадьяёган» двуязычный. Зырянское слово «бадья» — ива, тальник, хантыйское слово ёхан (ёган) — река.

## Описание
Исток река берёт на склонах хребта Ханмейхой. Имеет восточное направление течения. Устье реки находится в 26 км от устья реки Большой Харбей по правому берегу. Длина реки составляет 14 км.

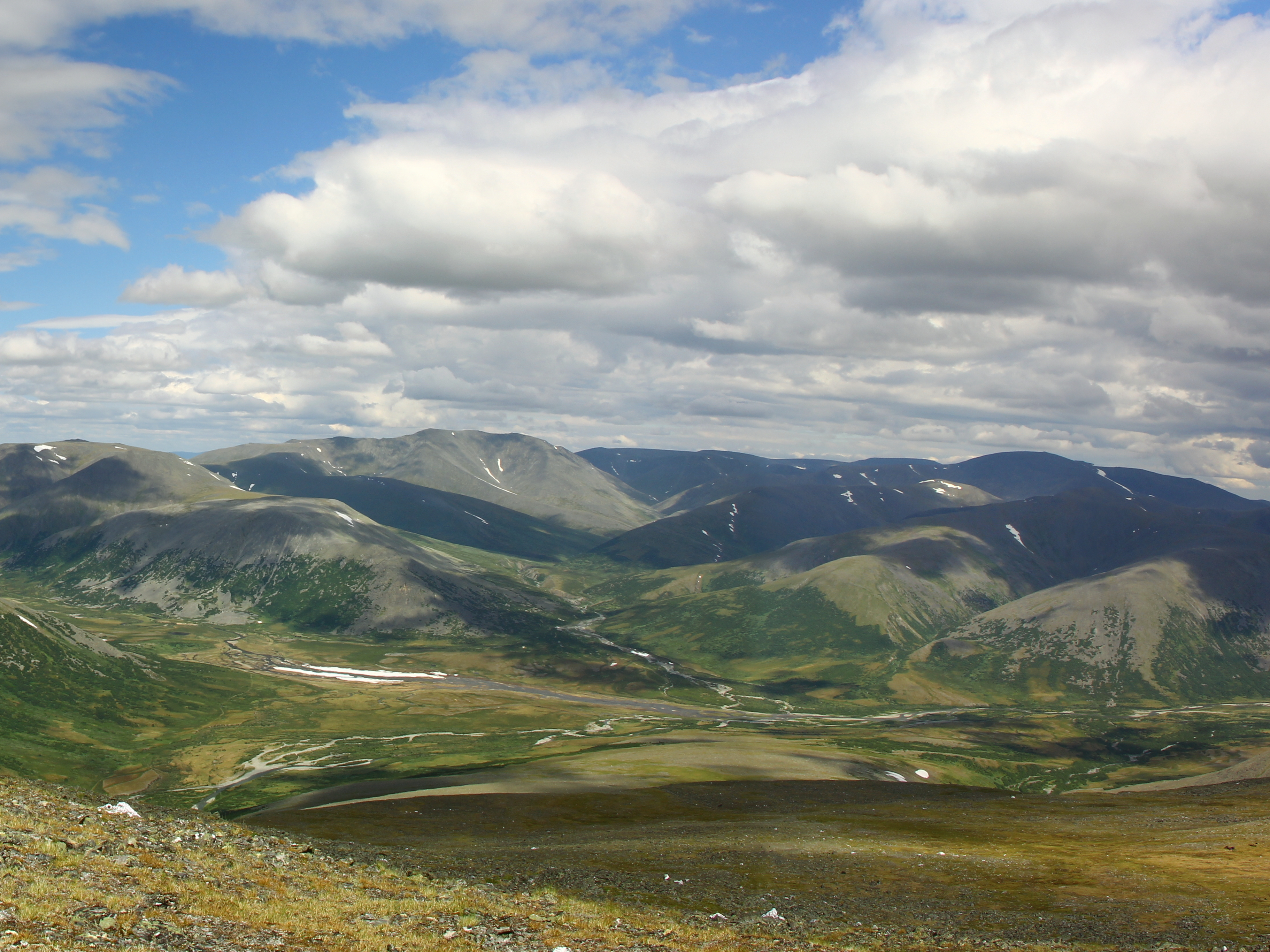
Устье Бадьяёгана

## Данные водного реестра
По данным государственного водного реестра России относится к Нижнеобскому бассейновому округу, водохозяйственный участок реки — Обь от города Салехард и до устья, речной подбассейн реки — бассейны притоков Оби ниже впадения Северной Сосьвы. Речной бассейн реки — (Нижняя) Обь от впадения Иртыша.
Код объекта в государственном водном реестре — 15020300212115300033671.